# Legea lui Moise
Legea lui Moise este un termen care primul loc în Cartea lui Iosua. Conform tradiției, legea religioasă a fost dată lui Moise pe muntele Sinai, inclusiv Decalogul. În iudaism termenul Tora ("Legea") înseamnă primele cinci cărți ale Bibliei ebraice - Pentateuh.

## Referinte
1. ↑  Iosua 8:32 "Acolo, înaintea israeliților, Iosua a scris pe pietre o copie a Legii lui Moise." Nouă Traducere În Limba Română (NTLR)